# Hebräische Grammatik (Gesenius)
Das Lehrbuch Hebräische Grammatik von Wilhelm Gesenius wurde 1813 erstmals publiziert und ist ein akademisches Standardwerk für die althebräische Grammatik. Es erfuhr zahlreiche Erweiterungen und Nachdrucke, bis es 1909 als 28. Auflage in einer Neubearbeitung von Emil Kautzsch erschien. Das Buch wird seither in der Fassung von Emil Kautzsch nachgedruckt. Basierend auf der 28. Auflage wurde es 1910 von Arthur Ernest Cowley ins Englische übersetzt und erschien in 2 Auflagen und mehreren Nachdrucken unter dem Titel Gesenius’ Hebrew Grammar. Die 29. Auflage in einer Überarbeitung von Gotthelf Bergsträsser blieb durch dessen Unfalltod unvollendet, jedoch wurde das Werk in seinem bis dahin erreichten Zustand 1918 und 1929 veröffentlicht und auch diese Fassung hat seither mehrere Nachdrucke erfahren.